# Chrysler Norseman
El Chrysler Norseman era un automóvil de tipo cupé fastback, del que se fabricó un único prototipo en 1956. Aunque el vehículo fue diseñado por los estilistas de Chrysler, la empresa subcontrató la producción del mismo al fabricante de carrocerías italiano Carrozzeria Ghia. En julio de 1956, el prototipo del Norseman se perdió en el hundimiento del transatlántico SS Andrea Doria, que lo transportaba a Nueva York para su presentación formal.

## Historia

### Diseño
Durante la década de 1950, el diseñador Virgil Exner, del Grupo de Diseño Avanzado de Chrysler, desarrolló automóviles de un perfil más bajo, elegante y agresivo para este fabricante de coches estadounidense. Exner también buscaba maximizar la visibilidad desde el interior del vehículo, por lo que llevó el diseño del Chrysler Norseman al límite de sus posibilidades prácticas. La denominación Norseman –«escandinavo» en inglés– representaba un homenaje a la ascendencia de Exner.
Basándose en las ideas de Exner, la División de Ingeniería de Chrysler concibió un diseño viable para el nuevo Chrysler Norseman, de cara a la fabricación de un prototipo funcional. Seguidamente, Chrysler subcontrató la producción del prototipo a la casa Ghia de Turín, debido a la amplia experiencia de esta última en la fabricación de vehículos de edición limitada y de prototipos únicos.
Dado que Chrysler quería un vehículo plenamente funcional –en vez de una simple maqueta rodante–, Ghia instaló todos los sistemas habituales de transmisión, frenado y suspensión en el prototipo del Norseman. Su motor era un Chrysler Hemi de 5,4 L modificado, con una potencia de 235 caballos (175 kW) y dotado de una transmisión automática Powerflite controlada mediante pulsador. La carrocería del vehículo estaba conformada por paneles de aluminio, con un capó de inclinación pronunciada, sendas aletas traseras ascendentes y unos bajos cubiertos y lisos para lograr una mayor eficiencia aerodinámica. En líneas generales, el Norseman combinaba un diseño fastback con unas aletas traseras y un tratamiento de parachoques ideados por la propia Chrysler.
Más complicada fue la fabricación de su inusual techo en voladizo, que se fijaba a la carrocería solo en los pilares C traseros. El Norseman carecía de pilares laterales; en la parte delantera, el techo se apoyaba ligeramente en un parabrisas sin marco. Por añadidura, el avanzado techo solar eléctrico del Norseman, de 1,11 metros cuadrados, resultaba difícil de integrar en la estructura del vehículo, cuyo techo –de escaso grosor– carecía de soporte en el pilar A en la parte delantera. PPG Industries fabricó expresamente el parabrisas y el cristal del techo solar, ambos extrafuertes e inastillables. Asimismo, el Norseman fue pionero del estilo de ventanillas sin ventiletes, que se popularizaría entre finales de la década de 1960 y principios de la de 1970.
En cuanto al interior del vehículo, este albergaba cuatro asientos de tipo baquet, equipados con cinturones de seguridad de carrete montados en las puertas laterales, que se abrochaban a la consola central de longitud completa. Tanto las puertas como el maletero contaban con tiradores y mecanismos de apertura ocultos. En adición a estas prestaciones, el vehículo disponía de faros delanteros escamoteables y automáticos.

### Pérdida del prototipo y legado
Al cabo de 15 meses, Ghia terminó el complejo proceso de fabricación del Norseman y entregó el prototipo al transitario en Turín: su coste de fabricación ascendió a unos 150 000 dólares estadounidenses (en dólares de 1956). Sin embargo, el navío que debía transportar el Norseman a Nueva York zarpó antes de que el transitario pudiese cargar el prototipo en su bodega. Por ello, el vehículo tuvo que partir en el siguiente barco disponible, el transatlántico SS Andrea Doria.
En julio de 1956, el Andrea Doria naufragó tras colisionar con otro buque frente a la costa de Massachusetts, con la pérdida de 51 vidas y de toda la carga, incluido el prototipo del vehículo. En consecuencia, el Norseman no formó parte de la exposición de automóviles Chrysler de 1957; ni el público, ni la mayoría de los estilistas que trabajaron en el vehículo llegaron a contemplar el prototipo de este. No obstante, los historiadores del automóvil han podido estudiar el Norseman a través de diversas fotografías y especificaciones, realizadas con anterioridad al naufragio del Andrea Doria. Por su parte, Chrysler no reutilizó el diseño del techo en voladizo en vehículos posteriores.
En 1994, el submarinista David Bright encontró los restos del Norseman en el pecio del Andrea Doria. Para aquel entonces, el vehículo ya se había desintegrado en un amasijo de chatarra, del que solo podían distinguirse las ruedas.